# Kvarntjärnen (Nora socken, Västmanland)
Kvarntjärnen är en sjö i Nora kommun i Västmanland och ingår i Göta älvs huvudavrinningsområde.